# Бой при Кашина
Боят при Кашина е сражение между чети на Вътрешната македоно-одринска революционна организация, начело с Яне Сандански, срещу четата на Юрдан Стоянов от Върховния македоно-одрински комитет.

## Бой
На 7 април 1905 година Яне Сандански прави засада в местността Белишки андък на четата на Стоянов при село Кашина. Проточената колона от четници на ВМОК е хваната напълно неподготвена, обградена е от всички страни и в братоубийственото сражение загиват 7 души, включително войводата на ВМОК Давидко Милчев, Димитър Кашиналията, Никола Великов от Герман, Маникат Янъков и Михаил Янакиев – Белювалията от Бельово, Христо Иванов от Севлиево и Илия Николов от Просечен. Тежко ранени в сражението са Иван Господаров от Либяхово, Илия Йончев, Агапия Кръстев, Петър Ангелов и Асен Партениев. Капитан Стоянов е ранен, но успява да се спаси с бягство.
След сражението са заловени 37 върховистки четници. Осъдени са на смърт Асен Партениев, Асен Семерджиев от Просечен, Христо Панайотов от Дупница, Александър Стефчов, а Георги Георгиев от София, Генко Драганов от Карлово и един неназован са освободени. По заповед на Сандански поручик Партениев е садистично заклан и обезобразен.

Деецът на ВМОРО Христо Силянов дава следната оценка на сражението: 
| „ | Въ действителность къшинското събитие бѣ само единъ инцидентъ въ отдавнашната борба между дветѣ течения, на която населението вѫтре всѣкидневно плаща кървавъ данъкъ. Новото се състоеше въ това, че тоя пѫть се дадоха повече жертви и че между пострадалитѣ попаднаха и българи съ познати имена. Следъ Къшина борбата не само че не спрѣ, но продължи съ още по-голѣмо ожесточение. Следъ като мълча близо два месеца, Организацията излѣзе предъ българското общество съ обстойни обяснения не за да се оправдава предъ него, а за да му каже право въ очитѣ, защо тя се бори противъ върховиститѣ и какво я заставя да продължи до край борбата — да изясни въобще своето принципно становище. | “ |

Братоубийственото сражение получава огромен отзвук в България, като е масово осъдено от обществеността. Симпатиите са на страната на върховистите заради ужасната жестокост на санданистите, но авторитетът на военните дейци също е сериозно накърнен. Обстановката по Струма се нажежава изключително вследствие на сражението. През целия месец май и началото на юни се стига до нови сражения във вътрешността на Македония, главно между четите на Христо Чернопеев и Никола Лефтеров.